# Давідув (Мазовецьке воєводство)
Давідув (пол. Dawidów) — село в Польщі, у гміні Єдльня-Летнісько Радомського повіту Мазовецького воєводства.
Населення — 139 осіб (2011).

## Демографія
Демографічна структура станом на 31 березня 2011 року:
|          | Загалом | Допрацездатний вік | Працездатний вік | Постпрацездатний вік |
| -------- | ------- | ------------------ | ---------------- | -------------------- |
| Чоловіки | 67      | 16                 | 44               | 7                    |
| Жінки    | 72      | 16                 | 42               | 14                   |
| Разом    | 139     | 32                 | 86               | 21                   |